# Coupe des nations de dressage 2019
Navigation
2018 2020
La Coupe des nations de dressage 2019 (en anglais FEI Nations Cup Dressage 2019), est la 7e édition du circuit coupe des nations organisé par la FEI dans cette discipline.

## Calendrier et résultats
| Date                  | Lieu                              | Équipe vainqueur |
| --------------------- | --------------------------------- | ---------------- |
| 12 au 17 mars 2019    | Wellington, États-Unis CDIO3*     | États-Unis       |
| 16 au 19 mai 2019     | Compiègne, France CDIO5*          | Royaume-Uni      |
| 23 au 26 mai 2019     | Uggerhalne, Danemark CDIO4*       | Danemark         |
| 17 au 23 juin 2019    | Geesteren, Pays-Bas CDIO3*        | Pays-Bas         |
| 7 au 7 juillet 2019   | Järvenpää, Finlande CDIO4*        | Suède            |
| 11 au 14 juillet 2019 | Falsterbo, Suède CDIO5*           | Suède            |
| 16 au 21 juillet 2019 | Aix-la-Chapelle, Allemagne CDIO5* | Allemagne        |
| 26 au 29 juillet 2019 | Hickstead, Royaume-Uni CDIO3*     | Portugal         |

## Classement
|            | Équipe/Épreuve | Points    | Points     | Points    | Points    | Points    | Points          | Points    | Points | Total |
| Wellington | Équipe/Épreuve | Compiègne | Uggerhalne | Geesteren | Järvenpää | Falsterbo | Aix-la-Chapelle | Hickstead |        | Total |
| ---------- | -------------- | --------- | ---------- | --------- | --------- | --------- | --------------- | --------- | ------ | ----- |
| 1          | Suède          | —         | 13         | 10        | (8)       | —         | 15              | 9         | —      | 47    |
| 2          | Allemagne      | 7         | —          | 9         | —         | —         | 13              | 15        | —      | 44    |
| 3          | États-Unis     | 10        | 11         | —         | 6         | —         | —               | 11        | —      | 38    |
| 4          | Pays-Bas       | —         | 9          | —         | 10        | —         | 11              | —         | 7      | 37    |
| 4          | Royaume-Uni    | —         | 15         | (6)       | 7         | —         | —               | 7         | 8      | 37    |
| 6          | Danemark       | —         | —          | 12        | —         | —         | 9               | 13        | —      | 34    |
| 7          | France         | —         | 7          | —         | 5         | —         | —               | —         | —      | 12    |
| 7          | Irlande        | —         | —          | —         | —         | —         | —               | 6         | 6      | 12    |
| 9          | Portugal       | —         | —          | —         | —         | —         | —               | —         | 10     | 10    |
| 10         | Belgique       | —         | 5          | —         | 4         | —         | —               | —         | —      | 9     |
| 11         | Canada         | 8         | —          | —         | —         | —         | —               | —         | —      | 8     |
| 12         | Finlande       | —         | —          | 7         | —         | —         | —               | —         | —      | 7     |
| 13         | Colombie       | 6         | —          | —         | —         | —         | —               | —         | —      | 6     |
| 13         | Suisse         | —         | 6          | —         | —         | —         | —               | —         | —      | 6     |
| 15         | Mexique        | 5         | —          | —         | —         | —         | —               | —         | —      | 5     |
| 15         | Espagne        | —         | —          | —         | —         | —         | —               | 5         | —      | 5     |